# Романов, Владимир Филиппович
Владимир Филиппович Романов (1924—1972) — младший сержант Рабоче-крестьянской Красной Армии, участник Великой Отечественной войны, Герой Советского Союза (1945).

## Биография
Владимир Романов родился 15 февраля 1924 года в Днепропетровске. После окончания неполной средней школы работал слесарем. В начале Великой Отечественной войны оказался в оккупации, после освобождения в октябре 1943 года Романов был призван на службу в Рабоче-крестьянскую Красную Армию.
К январю 1945 года младший сержант Владимир Романов был разведчиком 416-го стрелкового полка 112-й стрелковой дивизии 13-й армии 1-го Украинского фронта. Отличился во время освобождения Польши. 28 января 1945 года Романов в числе первых переправился через Одер в районе города Штейнау (ныне — Сцинава) и принял активное участие в боях за захват и удержание плацдарма на его западном берегу. Отвлекая внимание основных сил противника на себя, он способствовал переправе основных сил на плацдарм. Во время тех боёв Романов вынес на себе получившего ранение замполита полка. В бою за населённый пункт Редлице он получил тяжёлое ранение и лишился глаза.
Указом Президиума Верховного Совета СССР от 10 апреля 1945 года за «мужество, отвагу и героизм, проявленные в борьбе с немецкими захватчиками» младший сержант Владимир Романов был удостоен высокого звания Героя Советского Союза с вручением ордена Ленина и медали «Золотая Звезда» за номером 6790.
После окончания войны Романов был демобилизован. Проживал и работал в родном городе. Скоропостижно скончался 28 марта 1972 года.
Был также награждён рядом медалей.